# XHJCI-TDT
XHJCI-TDT es una estación de televisión, propiedad de Televisa con licencia de operación en el canal 8.1 para la ciudad de Ciudad Juárez, Chihuahua, México, que pertenece a la red Televisa Regional. Inicialmente desde 1991 como XHJUB TV canal 56.
Es competidor directo de TV Azteca Juárez (actualmente XHCJE-TDT Azteca Uno cuenta con programación propia local, ya que se emitirá en la estación XHCJH-TDT Azteca 7 y el canal A+ en lo cual incluirá programación local).

## Historia
Televisa obtuvo su tercera estación en Ciudad Juárez cuando el gobierno federal seleccionó su petición para obtener la concesión en 1992. El 21 de septiembre de 1994 fue otorgado el título de concesión. y el canal 32 inició transmisiones repitiendo al Canal 5 el día 27 del mismo mes.
El 30 de julio de 2007, Televisa Juárez anunció cambios en su programación. XHJCI-TV pasaría a repetir el Canal de las Estrellas, XHJUB-TV Canal 5 y XEPM-TV se convirtió en Televisa Ciudad Juárez.
En agosto de 2015, XEPM y XHJCI intercambian los canales y redes virtuales. XHJCI asumió el canal virtual 2 y la programación local. El transmisor de XEPM comenzó a llevar canal virtual 32 y Las Estrellas.
El 25 de octubre de 2016, deja de ser TuCanal y se convierte en Televisa Juarez como parte del reajuste de canales realizado en México por el IFT y se muda de frecuencia, del canal 2 al 32.1
El 16 de septiembre de 2018, XHJCI cambia canal 8.1.

## Televisión Digital Terrestre
La estación inició transmisiones en Televisión Digital Terrestre (TDT) en 2006. La estación opera en TDT de la siguiente manera:

### Multiprogramación
| Canal de transmisión | Canal virtual | Resolución | Relación de aspecto | Nombre PSIP | Programación    |
| -------------------- | ------------- | ---------- | ------------------- | ----------- | --------------- |
| 30                   | 8.1           | 1080i      | 16:9                | •           | Televisa Juárez |
| 30                   | 8.2           | 480p       | 16:9                | •           | Foro TV         |

### Conversión analógica a digital
Dado el mandato de la Política de Transición a la TDT, la señal analógica fue apagada el 14 de julio de 2015.